# Berny-Rivière
Pour les articles homonymes, voir Berny et Rivière (homonymie).
Berny-Rivière est une commune française située dans le département de l'Aisne en région Hauts-de-France.

## Géographie

### Hydrographie
La commune est située dans le bassin Seine-Normandie. Elle est drainée par l'Aisne, le ru d'Hozien, le cours d'eau 01 de la Croix Jean Guérin et le ru de Vaux,,.
L'Aisne est un  cours d'eau naturel navigable de 256 km de longueur, traversant les cinq départements Meuse, Marne, Ardennes, Aisne, Oise. Elle est un affluent de rive gauche de l'Oise, ce qui fait d'elle un sous-affluent de la Seine.
Le ru d'Hozien, d'une longueur de 18 km, prend sa source dans la commune de Juvigny et se jette  dans l'Aisne à Vic-sur-Aisne, après avoir traversé onze communes.

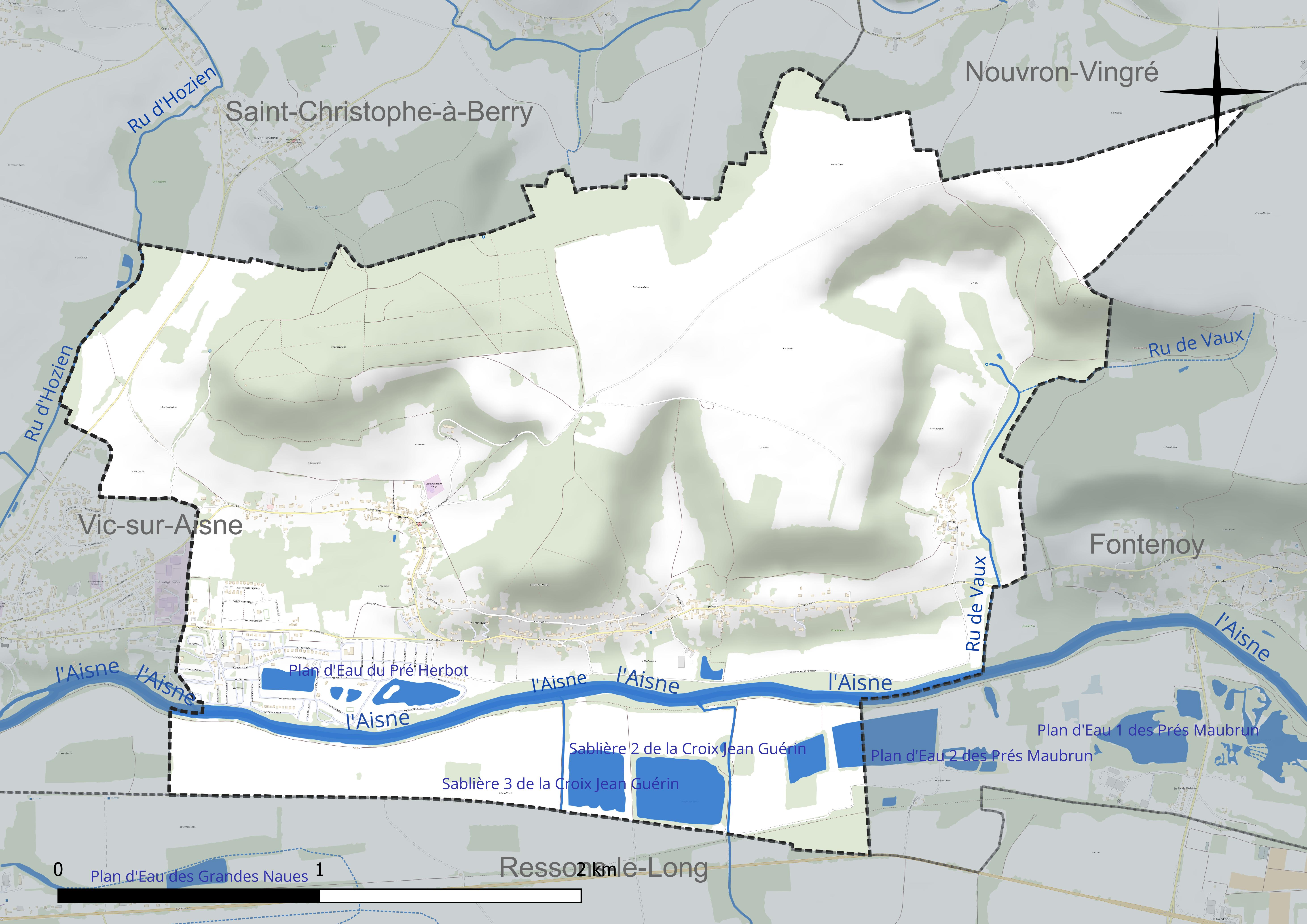
Réseau hydrographique de Berny-Rivière.

Quatre plans d'eau complètent le réseau hydrographique : la sablière 1 de la Croix Jean Guérin, d'une superficie totale de 7 ha (1,8 ha sur la commune), la sablière 2 de la Croix Jean Guérin (2 ha), la sablière 3 de la Croix Jean Guérin (7,8 ha) et le plan d'eau du Pré Herbot (1,6 ha),.

### Climat
Pour des articles plus généraux, voir Climat des Hauts-de-France et Climat de l'Aisne.
En 2010, le climat de la commune est de type climat océanique dégradé des plaines du Centre et du Nord, selon une étude du CNRS s'appuyant sur une série de données couvrant la période 1971-2000. En 2020, Météo-France publie une typologie des climats de la France métropolitaine dans laquelle la commune est exposée à un climat océanique altéré et est dans la région climatique Nord-est du bassin Parisien, caractérisée par un ensoleillement médiocre, une pluviométrie moyenne régulièrement répartie au cours de l'année et un hiver froid (3 °C).
Pour la période 1971-2000, la température annuelle moyenne est de 10,7 °C, avec  une amplitude thermique annuelle de 15,2 °C. Le cumul annuel moyen de précipitations est de 712 mm, avec 11,5 jours de précipitations en janvier et 8,6 jours en juillet. Pour la période 1991-2020 la température moyenne annuelle observée sur la station météorologique la plus proche, située sur la commune de Margny-lès-Compiègne à 23 km à vol d'oiseau, est de 11,2 °C et le cumul annuel moyen de précipitations est de 633,5 mm,. Pour l'avenir, les paramètres climatiques de la commune estimés pour 2050 selon différents scénarios d'émission de gaz à effet de serre sont consultables sur un site dédié publié par Météo-France en novembre 2022.

## Urbanisme

### Typologie
Au 1er janvier 2024, Berny-Rivière est catégorisée commune rurale à habitat dispersé, selon la nouvelle grille communale de densité à 7 niveaux définie par l'Insee en 2022.
Elle est située hors unité urbaine. Par ailleurs la commune fait partie de l'aire d'attraction de Soissons, dont elle est une commune de la couronne,. Cette aire, qui regroupe 92 communes, est catégorisée dans les aires de 50 000 à moins de 200 000 habitants,.

### Occupation des sols
L'occupation des sols de la commune, telle qu'elle ressort de la base de données européenne d'occupation biophysique des sols Corine Land Cover (CLC), est marquée par l'importance des territoires agricoles (53,9 % en 2018), en diminution par rapport à 1990 (57,3 %). La répartition détaillée en 2018 est la suivante : 
terres arables (53,9 %), forêts (30,3 %), zones urbanisées (11,6 %), eaux continentales (4,2 %).
L'évolution de l'occupation des sols de la commune et de ses infrastructures peut être observée sur les différentes représentations cartographiques du territoire : la carte de Cassini (XVIIIe siècle), la carte d'état-major (1820-1866) et les cartes ou photos aériennes de l'IGN pour la période actuelle (1950 à aujourd'hui).

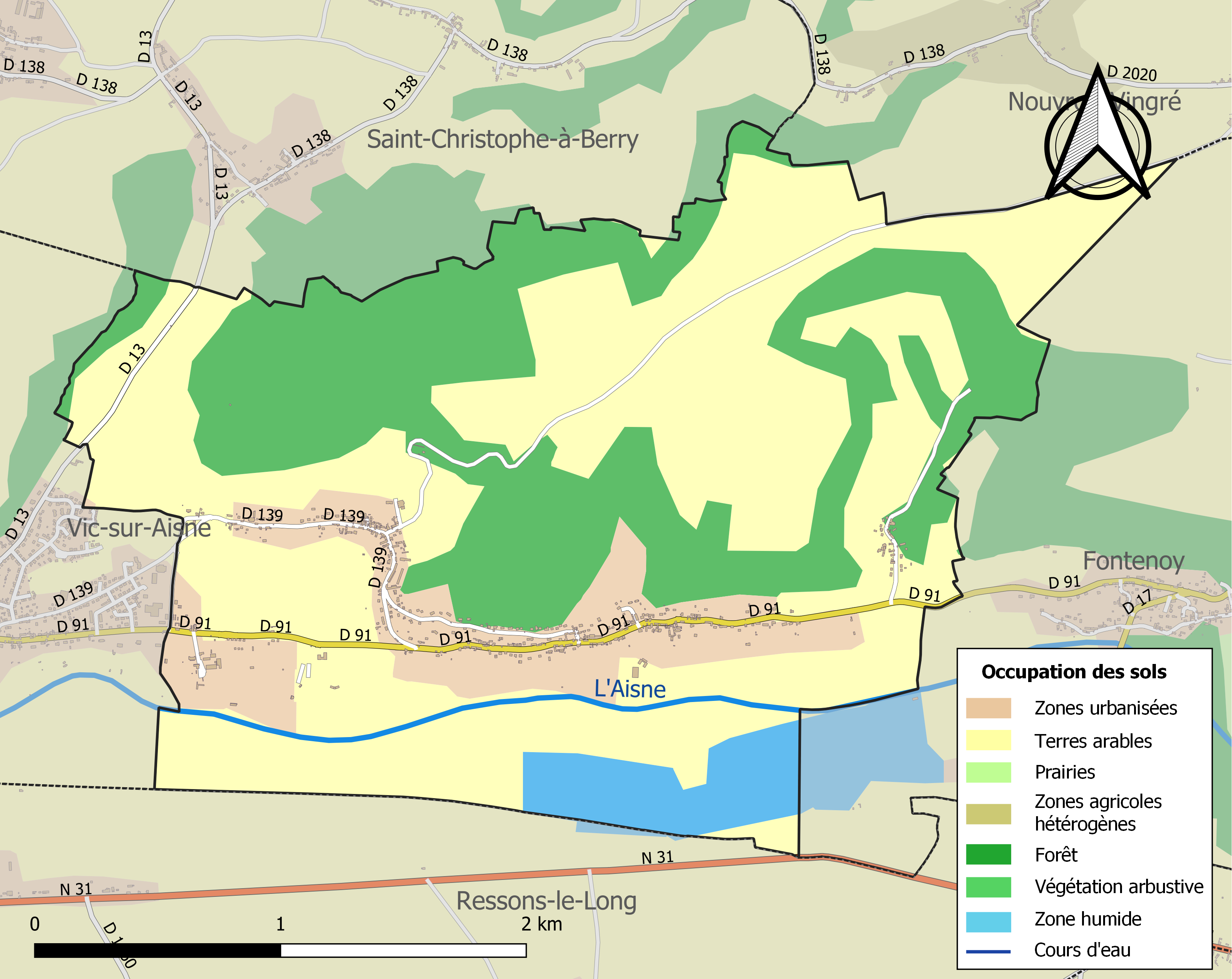
Carte des infrastructures et de l'occupation des sols de la commune en 2018 (CLC).

### Voies de communication et transports
La commune est desservie, en 2023, par la ligne 652 du réseau interurbain de l'Oise.

## Toponymie
Le nom de la localité est attesté sous les formes Bernacum (VIIe siècle) ; Bernacha (IXe siècle) ; Berneium, Berneyum (IXe siècle).
Petit-Rivière (Le) ; Rivière ; Petit-Rivière ou Petit-Bout sont des hameaux ou anciens hameaux de la commune attestés sous les formes Riparia (1272) ; Ripperia (1284) ; Rivyere (1626),.

## Histoire
D'après André Castelot et Alain Decaux, dans L'histoire des français au jour le jour (Éditions Robert Laffont), Chilpéric, fils de Clotaire, tente de s'emparer du trésor de son père qui était amassé à Berny en 561. Ses trois frères l'obligent rapidement à renoncer. C'est alors qu'à lieu le partage du royaume Franc entre les quatre frères : Caribert, Gontran et Sigebert.
En 593, Frédégonde rassemble son armée à Berny avant d'aller affronter Childebert II.
Berny fut choisi en 743 comme résidence du dernier roi mérovingien, Childéric III. Le 1er mars 755, le roi des Francs carolingien Pépin le Bref réunit un plaid, c'est-à-dire une assemblée générale, qui voit une partie des grands du Royaume hostile à une intervention contre le roi des Lombards Aistulf alors que celui-ci menace l'intégrité territoriale du pape Étienne II, arrivé en janvier 754 au Palais de Ponthion en Champagne. C'est au cours de cette même assemblée que le roi fit passer les champs de mars en champ de mai.

## Politique et administration

### Découpage territorial
La commune de Berny-Rivière est membre de la communauté de communes Retz-en-Valois, un établissement public de coopération intercommunale (EPCI) à fiscalité propre créé le 1er janvier 2017 dont le siège est à Villers-Cotterêts. Ce dernier est par ailleurs membre d'autres groupements intercommunaux.
Sur le plan administratif, elle est rattachée à l'arrondissement de Soissons, au département de l'Aisne et à la région Hauts-de-France. Sur le plan électoral, elle dépend du  canton de Vic-sur-Aisne pour l'élection des conseillers départementaux, depuis le redécoupage cantonal de 2014 entré en vigueur en 2015, et de la quatrième circonscription de l'Aisne  pour les élections législatives, depuis le dernier découpage électoral de 2010.

### Administration municipale

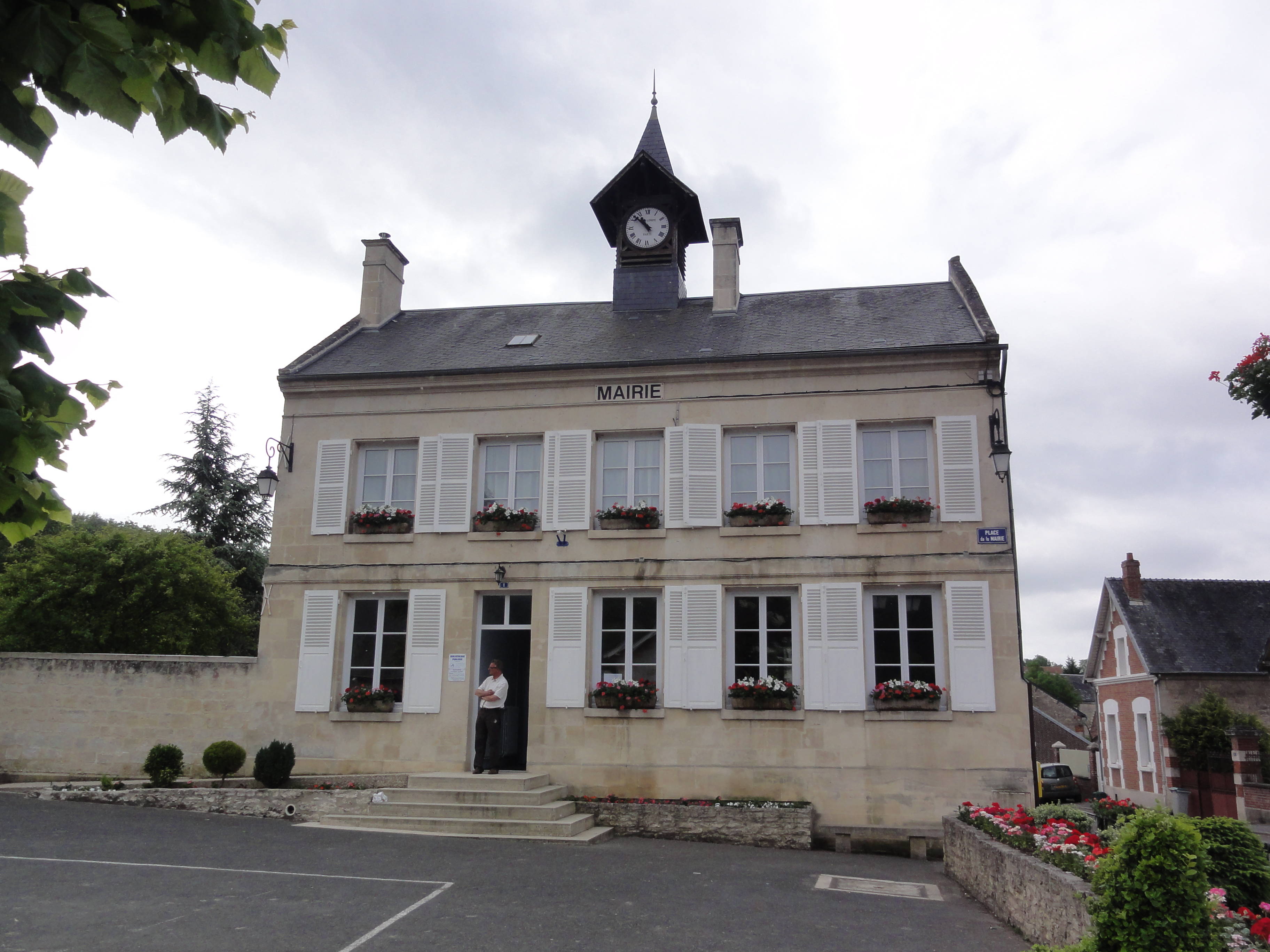
La mairie.

| Période                                  | Période                       | Identité        | Étiquette | Qualité                                  |
| ---------------------------------------- | ----------------------------- | --------------- | --------- | ---------------------------------------- |
| Les données manquantes sont à compléter. |                               |                 |           |                                          |
| mars 1977                                | 1989                          | Michel Querel   |           |                                          |
| mars 1989                                | mars 2008                     | Thierry Sanchez |           |                                          |
| mars 2008                                | En cours (au 11 juillet 2020) | Hervé Hertault  | DVD       | Ingénieur Réélu pour le mandat 2020-2026 |

## Population et société

### Démographie
L'évolution du nombre d'habitants est connue à travers les recensements de la population effectués dans la commune depuis 1793. Pour les communes de moins de 10 000 habitants, une enquête de recensement portant sur toute la population est réalisée tous les cinq ans, les populations de référence des années intermédiaires étant quant à elles estimées par interpolation ou extrapolation. Pour la commune, le premier recensement exhaustif entrant dans le cadre du nouveau dispositif a été réalisé en 2006.

En 2022, la commune comptait 633 habitants, en évolution de −2,31 % par rapport à 2016 (Aisne : −1,97 %, France hors Mayotte : +2,11 %).
| 1793 | 1800 | 1806 | 1821 | 1831 | 1836 | 1841 | 1846 | 1851 |
| ---- | ---- | ---- | ---- | ---- | ---- | ---- | ---- | ---- |
| 416  | 488  | 538  | 489  | 509  | 521  | 512  | 538  | 537  |

| 1856 | 1861 | 1866 | 1872 | 1876 | 1881 | 1886 | 1891 | 1896 |
| ---- | ---- | ---- | ---- | ---- | ---- | ---- | ---- | ---- |
| 568  | 586  | 576  | 609  | 626  | 541  | 579  | 523  | 518  |

| 1901 | 1906 | 1911 | 1921 | 1926 | 1931 | 1936 | 1946 | 1954 |
| ---- | ---- | ---- | ---- | ---- | ---- | ---- | ---- | ---- |
| 509  | 478  | 481  | 415  | 412  | 440  | 410  | 400  | 382  |

| 1962 | 1968 | 1975 | 1982 | 1990 | 1999 | 2006 | 2011 | 2016 |
| ---- | ---- | ---- | ---- | ---- | ---- | ---- | ---- | ---- |
| 415  | 439  | 446  | 480  | 528  | 582  | 591  | 622  | 648  |

| 2021 | 2022 | - | - | - | - | - | - | - |
| ---- | ---- | - | - | - | - | - | - | - |
| 641  | 633  | - | - | - | - | - | - | - |

### Activités associatives, culturelles, touristiques, festives et sportives
- Ville fleurie : une fleur attribuée en 2007 par le Conseil des Villes et Villages Fleuris de France au Concours des villes et villages fleuris[31].

### Logement
En 2006, la commune comptait 60 % de résidences secondaires, ce qui constitue une particularité dans le département.

## Culture locale et patrimoine

### Lieux et monuments
- Église Saint-Martin du XIIe siècle classée aux monuments historiques depuis 1927.

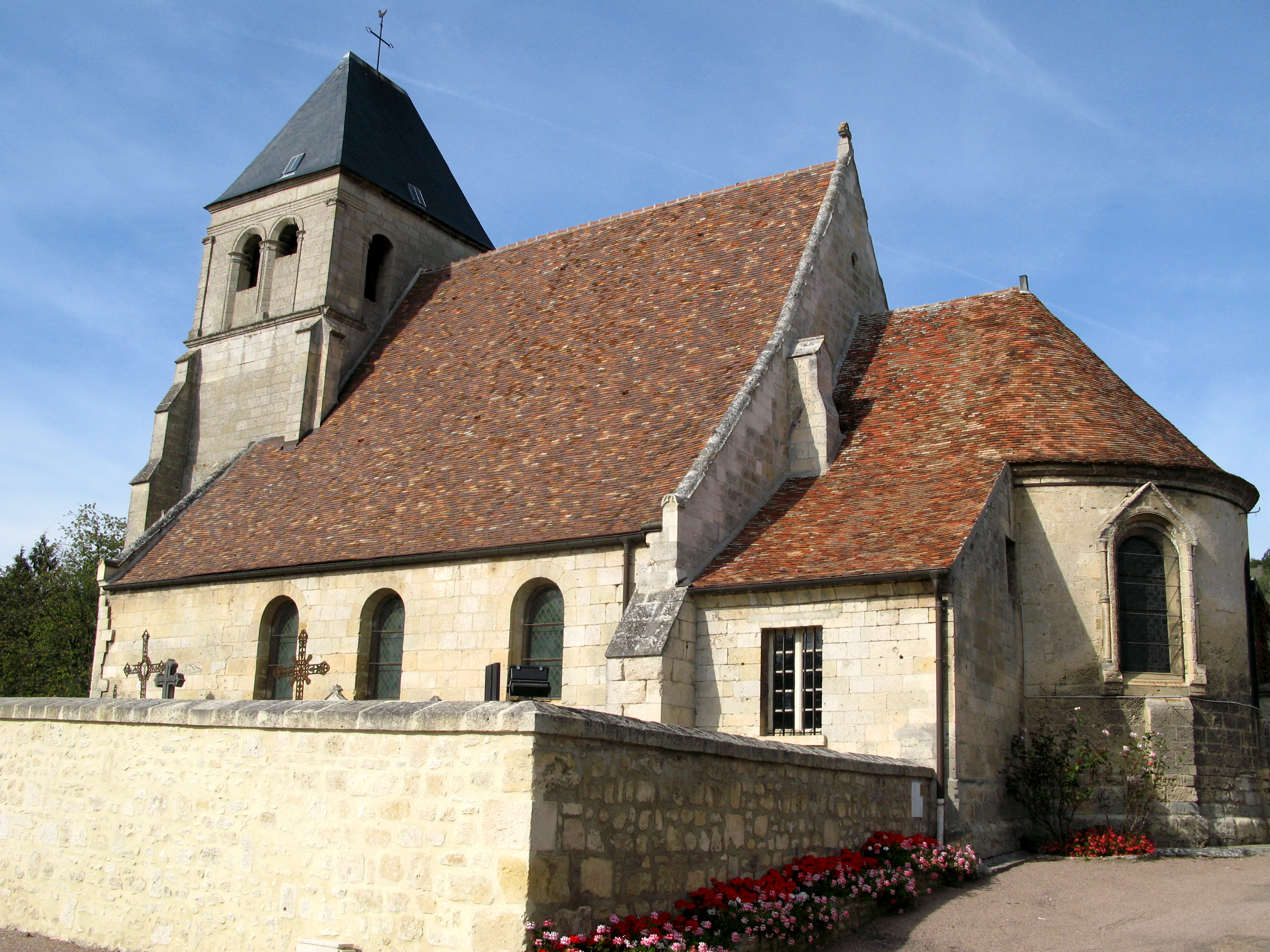
L'église Saint-Martin.
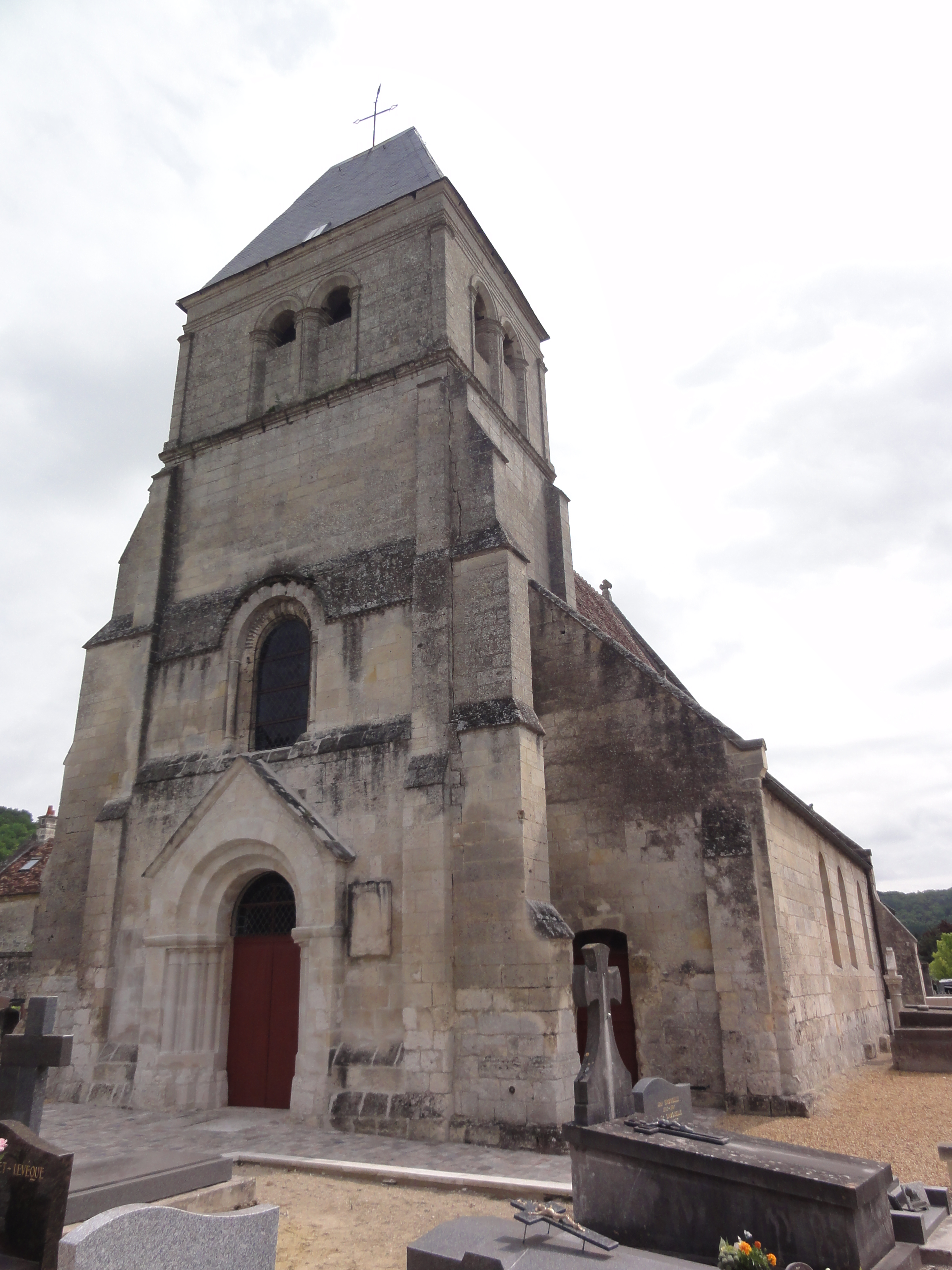
La tour de l'église.
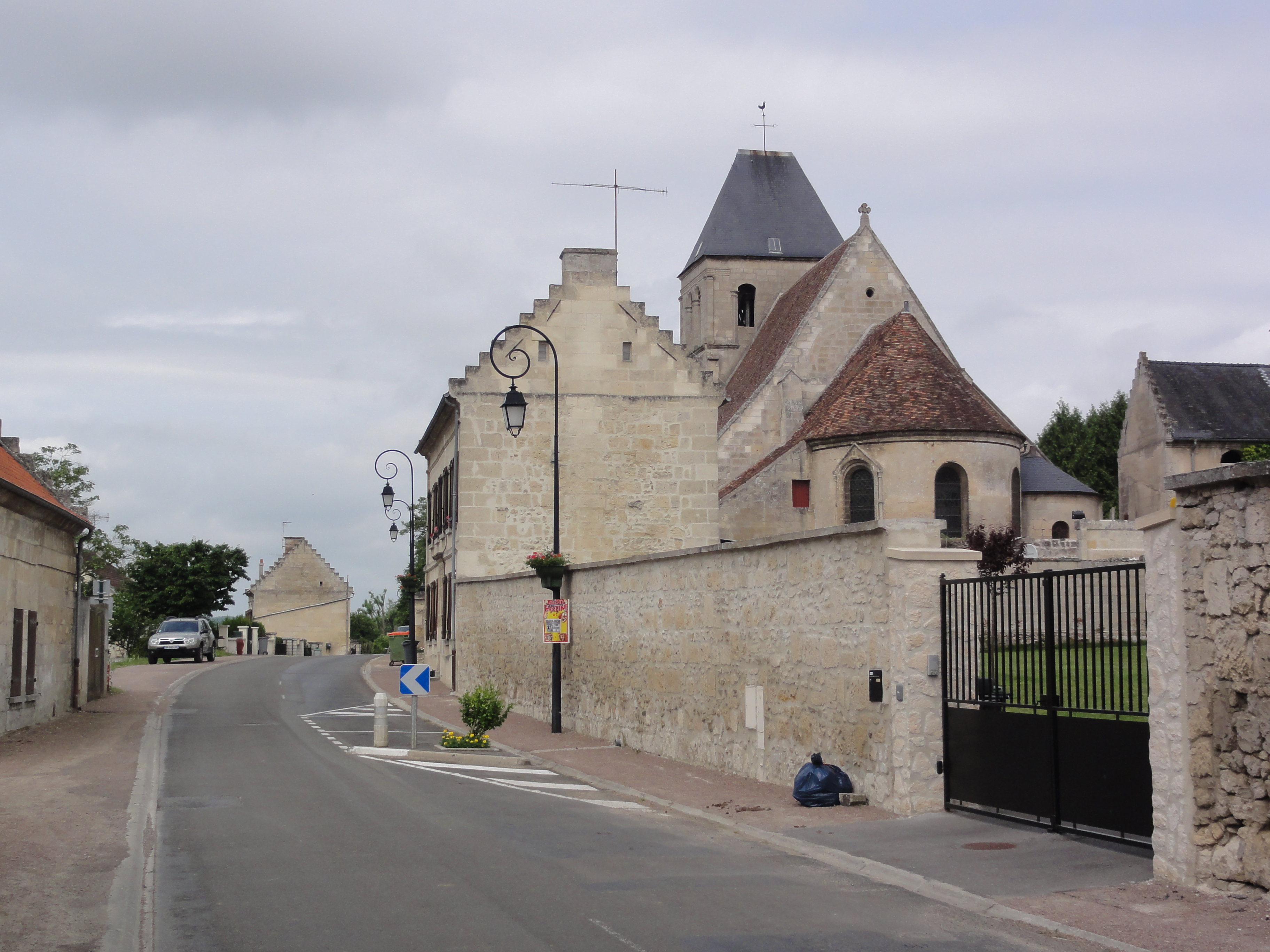
L'église dans la rue.

- Ruines de la ferme de Confrécourt et les carrières attenantes (dites de l'Infirmerie et du Premier Zouave) classées depuis 1990. La ferme, construite par des moines dès le IXe siècle en bordure de plateau qui domine l'Aisne, fut utilisée comme cantonnement par l'armée française pendant la Première Guerre mondiale.

De nombreuses sculptures de soldats, subsistant dans les carrières de pierre, sont protégées pour leurs qualités artistiques et leur valeur historique.
L'ancienne maison forte de Confrécourt est citée au XIIIe siècle.
- Chapelle dans la carrière de Chapeaumont classée pour ses bas-reliefs.
- Lavoir[33].

## Pour approfondir